# Степанцево (Московская область)
Степанцево — деревня в Клинском районе Московской области, в составе Воздвиженского сельского поселению. Население — 55 чел. (2010). До 2006 года Степанцево входило в состав Воздвиженского сельского округа
Деревня расположена в северо-западной части района, примерно в 30 км к западу от райцентра Клин, на правом берегу реки Яузы, высота центра над уровнем моря — 134 м. Ближайшие населённые пункты — примыкающее на юге Дурасово, Высоково на востоке и Овсянниково на юге.

## Население
| 2002 | 2006 | 2010 |
| ---- | ---- | ---- |
| 65   | ↘53  | ↗55  |